# Lee Sang-hwa
Lee Sang-hwa (kor. 이상화;  ur. 25 lutego 1989 w Seulu) – południowokoreańska łyżwiarka szybka, dwukrotna mistrzyni olimpijska, wielokrotna medalistka mistrzostw świata oraz zdobywczyni Pucharu Świata.

## Kariera
Specjalizuje się w biegach na krótkich dystansach. Pierwszy sukces w karierze osiągnęła w 2005 roku, kiedy zdobyła dwa medale podczas mistrzostw świata juniorów w Seinäjoki. Zajęła tam trzecie miejsce w wieloboju, ustępując tylko dwóm Holenderkom: Ireen Wüst i Annette Gerritsen. Ponadto razem z Lee Joo-yeon i No Seon-yeong zajęła drugie miejsce w biegu drużynowym.
Jeszcze w tym samym roku wywalczyła brązowy medal w biegu na 500 m podczas dystansowych mistrzostw świata w Inzell. W zawodach tych wyprzedziły ją jedynie Chinki: Wang Manli i Wang Beixing. W tej samej konkurencji zdobyła też złote medale na MŚ w Heerenveen (2012) i MŚ w Soczi (2013), srebrny podczas MŚ w Inzell (2011) oraz kolejny brązowy na MŚ w Vancouver (2009). Lee zdobywała także medale w wieloboju sprinterskim. Na mistrzostwach świata w Obihiro w 2010 roku zdobyła złoty medal, a podczas rozgrywanych trzy lata później mistrzostw świata w Soczi zajęła trzecie miejsce. Uległa tam tylko Heather Richardson z USA i Chince Yu Jing.
W 2006 roku wzięła udział w igrzyskach olimpijskich w Turynie, zajmując piąte miejsce w wyścigu na 500 m. Na tym samym dystansie zwyciężała podczas igrzysk olimpijskich w Vancouver w 2010 roku i rozgrywanych cztery lata później igrzysk w Soczi. Za każdym razem startowała także na dwukrotnie dłuższym dystansie, jednak ani razu nie znalazła się w czołowej dziesiątce.
Wielokrotnie stawała na podium zawodów Pucharu Świata, odnosząc przy tym 27. zwycięstw. W sezonie 2012/2013 zwyciężyła w klasyfikacji końcowej 500 m, w sezonach 2006/2007, 2010/2011 i 2011/2012 była druga, a sezony 2007/2008, 2008/2009 i 2013/2014 ukończyła na trzeciej pozycji. Nadto w sezonie 2005/2006 była druga, a w sezonie 2006/2007 trzecia w klasyfikacji 100 m.
Ustanowiła cztery rekordy świata.

## Osiągnięcia

### Igrzyska olimpijskie
- Turyn 2006
  - 5. miejsce – 500 m
- Vancouver 2010
  -  – 500 m
- Soczi 2014
  -  – 500 m

### Mistrzostwa świata
- Mistrzostwa Świata na dystansach
  -  – 2011 (500 m)
  -  – 2005 (500 m); 2009 (500 m)
- Mistrzostwa Świata w wieloboju sprinterskim
  -  – 2010